# 福岡県立春日高等学校
福岡県立春日高等学校（ふくおかけんりつかすがこうとうがっこう）は、福岡県春日市春日公園五丁目に位置する福岡県立高等学校である。通称「春日（かすが）」。野球部全校応援の際には「はるこう」とも呼ばれる。全日制課程に普通科を設置している。

## 概要
福岡県第5学区。校訓は、自主・創造。

## 沿革
- 1978年1月10日 - 福岡県立福岡盲学校内に第6学区新設高等学校設立準備室設置
- 1978年2月1日 - 福岡県立春日高等学校（普通科180名）設置（初代校長伊藤朝大）
- 1978年2月3日 - 校章制定
- 1978年3月14日 - 第1回入学志願者選抜学力検査を福岡大学高宮校舎で実施
- 1978年3月15日 - 福岡県立福岡盲学校校舎を仮校舎として使用
- 1978年3月20日 - 第1期生180名合格発表
- 1978年3月31日 - 校旗完成
- 1978年4月10日 - 福岡県立春日高等学校開校式並びに第1回入学式を春日市立市民スポーツセンターにて挙行
- 1978年5月27日 - 校旗修祓入魂式を太宰府天満宮において行う
- 1978年7月15日 - 父母教師会結成総会を行う
- 1978年8月3日 - 第1期工事（普通教室19、特別教室、体育館）起工
- 1978年10月23日 - 生徒会結成総会を行う
- 1979年2月1日 - 創立1周年記念式典を挙行
- 1979年3月13日 - 第2回入学志願者選抜学力検査を学校法人第一経済大学で実施

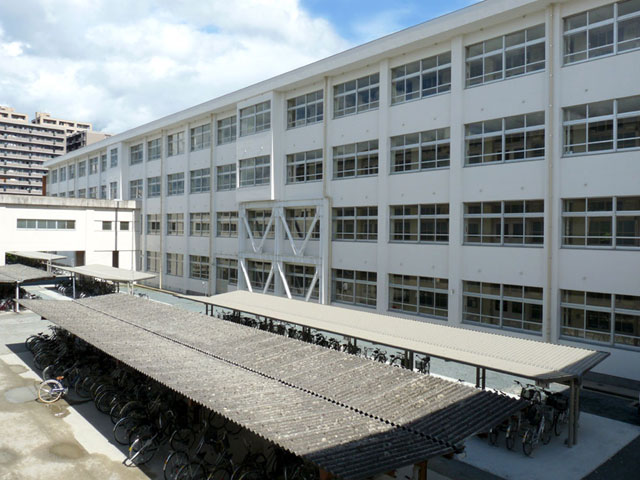
普通教室
（撮影時には耐震工事済み）

- 1979年3月19日 - 第1期工事（普通教室19、特別教室、体育館）竣工
- 1979年3月22日 - 新校舎への入校式挙行
- 1979年4月5日 - 北側・西側フェンス、裏門完成
- 1979年4月9日 - 第2回入学式により、生徒総数14学級、630名となる
- 1979年10月24日 - 校歌を制定し校歌発表会を行う
- 1979年12月15日 - 第1回マラソン大会
- 1980年2月21日 - 第2期工事（職員室、図書室、視聴覚教室、LL教室等、普通教室）竣工
- 1980年3月12日 - 第3回入学志願者選抜学力検査を本校で行う
- 1980年4月8日 - 第3回入学式により、生徒総数24学級、1080名となる
- 1981年3月1日 - 第1回卒業証書授与式（卒業生177名）
- 1981年3月30日 - 第3期工事（校長室、事務室、特別教室）竣工
- 1981年4月7日 - 第4回入学式を行い、生徒総数30学級、1350名となる
- 1981年8月31日 - 自転車置場竣工

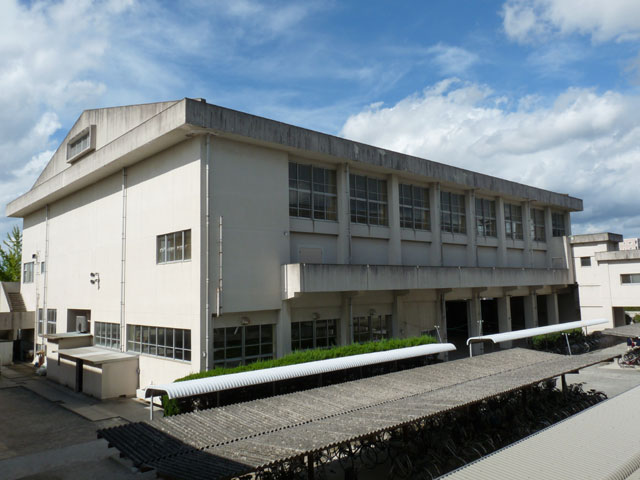
体育館　(1Fは食堂･売店･･等)

- 1982年3月27日 - 体育館1階（柔剣道場、食堂・売店・部室）竣工
- 1982年3月31日 - 中庭庭園築庭
- 1982年10月1日 - 創立5周年記念式典を挙行
- 1983年3月17日 - 自転車置場竣工
- 1983年3月19日 - 側庭園築庭
- 1983年3月31日 - プール竣工
- 1984年3月15日 - プール下部竣工、倉庫竣工
- 1984年3月31日 - テニスコート竣工
- 1984年9月25日〜10月4日 - 第1回地域懇親会開催（12地区10会場）
- 1985年2月4日 - 和風庭園築庭
- 1985年6月6日 - 第一回文化祭開催
- 1986年2月13日 - プール前庭園築庭
- 1988年6月18日 - 創立10周年記念式典を挙行
- 1988年11月10日 - 自転車置場（校地東南角）竣工
- 1988年12月10日 - 野球バックネット及び防球ネット（道路側）竣工
- 1989年9月26日 - 防球ネット（九州大学側）竣工
- 1990年2月28日 - 校訓碑建立
- 1990年3月15日 - 部室竣工
- 1990年12月6日〜12月15日 - 中華民国（台湾）修学旅行
- 1990年12月8日 - 台湾省立南投高級中学校と姉妹校提携
- 1991年1月30日 - 応援歌制定、応援歌発表会
- 1991年3月8日 - ブロンズ像2体「少年の日々I・II」（高倉準一教諭作）建立
- 1991年3月20日 - 応援旗制定
- 1992年3月6日 - モニュメント「志の礎」建立
- 1994年3月18日 - 多目的ホール竣工
- 1997年3月16日 - 中庭ベンチ設置
- 1997年3月21日 - モザイク壁画完成
- 1997年7月11日 - 福岡県ハワイ州スポーツ国際交流
- 1997年10月31日 - 創立20周年記念像を中庭に建立
- 1997年11月1日 - 創立20周年記念式典を挙行
- 1998年1月11日〜1月16日 - マレーシア・シンガポール修学旅行
- 2001年10月 - 運動場横にL字型のジョギングコースが完成する
- 2002年11月20日〜11月25日 - ニュージーランド修学旅行
- 2003年8月 - 各教室に空調設備が完成（冬季より、第6学区で最初に空調運転が開始される）
- 2005年3月 - 弓道場竣工
- 2006年11月17日 - 第46回福岡県更生保護大会にて、「社会を明るくする運動への協力」に対する表彰として、法務大臣感謝状が授与
- 2007年5月 - 台湾省立南投高級中学の訪問団（教員4名、生徒34名）が来校
- 2007年8月 - パソコン教室完成（1年生「情報」授業開始）
- 2007年11月2日 -創立30周年記念式典及び記念公演を挙行
- 2017年6月2日〜6月3日 - 創立40周年記念・第30回春日祭開催
- 2017年6月9日 - 創立40周年記念野球部親善試合 対福岡県立筑紫中央高等学校
- 2017年6月12日 - 創立40周年記念文化講演会
- 2017年10月28日 - 創立40周年記念式典

## 教育組織
- 全日制課程
  - 普通科 - 2年生では文系クラス・理系クラスに分かれ、3年生で、文系はさらに文I（国立大学受験型）・文II（私立大学受験型）に分かれる。

## 教育方針
1. 春日高校生としての自覚と誇りを持たせ、伝統を築いていく意欲と実行力を育成する。
2. 個に応じた指導により潜在能力を伸長する。
3. 挨拶、掃除、礼節、思いやりなどの実践を通して、豊かな人間性を育成する。
4. 部活動を奨励し、個性的能力を伸ばし、たくましく生きる気概と社会性を養う。

## 校章
校地が須玖遺跡の真中に位置することから、春日の「春」の文字を甕棺墓と勾玉に図案化したものに「高」を入れている。
また、校旗の色である「朱」はスクールカラーであり、「新鮮」「はつらつ」と同時に「情熱」「はげしさ」を象徴している。春日高等学校に学ぶ若人が若々しく情熱を傾けて高校生活を送ることを願ったものである。

## 学校行事
- 4月
  - 始業式
  - 入学式
  - 校内実力テスト
  - 前期クラス役員選出
  - 1年生オリエンテーション
  - きらめきキャンプ（2009年度より規律と友情の体験学習から名称が変わった）（1年）
  - 定期検診
  - 部活動結成
- 5月
  - 生徒総会
  - PTA総会
  - 交通安全指導
  - 中間考査
  - 身体計測
  - 新体力テスト
- 6月
  - 春日祭（文化祭）
  - 交通安全指導
  - 期末考査
  - 教育実習
- 7月
  - クラスマッチ
  - 校外模試
  - （全校応援）
  - 教育実習
  - 三者面談
  - 終業式
  - 夏季課外
- 8月
  - ハイレベル研修
  - 夏季課外
  - 始業式
  - 校内実力テスト
- 9月
  - 大運動会
  - 生徒会役員選出
  - 後期クラス役員選出
- 10月
  - 中学生の体験入学
  - 交通安全指導
  - 中間考査
- 11月
  - 地域に学ぶ講演会
  - 交通安全指導
  - 期末考査
- 12月
  - 三者面談
  - 終業式
  - 冬季課外
- 1月
  - 始業式
  - 校内実力テスト
  - 修学旅行（2年）
- 2月
  - 創立記念日
  - マラソン大会（1・2年）
  - 交通安全指導
  - 学年末考査
- 3月
  - 卒業式
  - 学力検査
  - 終業式
  - 春季課外

＊定期考査は、1・2年は5回、3年は4回実施する。

## 部活動
部活動は、平成30年度現在のもの。
運動部
- 野球
- バレーボール
- サッカー
- バスケットボール
- ハンドボール
- テニス
- 卓球
- バドミントン
- 陸上競技（’02,05,07,08,09,10,17,18,19全国大会出場）
- 柔道
- 剣道
- 水泳（’02,03,05,06,07,08,09全国大会出場）
- 山岳
- 弓道
- ダンス同好会

文化部
- 吹奏楽
- 美術
- ESS
- 放送('14,18全国大会出場)
- 書道
- 茶道
- 写真
- 化学
- 生物
- 物理
- 演劇
- 文芸（'16全国大会出場）
- 情報処理
- ヘルシーライフ
- 合唱
- 箏曲

## 校則・規則等

### 生徒の完全下校時間
- 3月～2学期終業式　19:30
- 冬季休業～2月　19:00
- 考査期間中　17:00

### その他
登下校時の靴は黒あるいは白を基調としていれば特に指定はされていない。リュックに関しては華美なものでなければ自由である。

### 禁止事項
- バイク通学は禁止（免許の取得も認めていない）
- 自動車による保護者の送迎の際は、学校東側の道路での乗降が禁止されている。
- 携帯電話は、校内での使用は禁止されているが、平成17年度から電源を切り、鞄に入れた状態での校内への持ち込みが許可されるようになった。

## 大学進学状況
参考文献

ほぼ全ての生徒が大学を受験する。九州大学や佐賀大学、熊本大学等九州の国公立大学や、福岡大学と西南学院大学を主とする福岡県の私立大学への進学が多く、関東・関西地区への進学は比較的少ない。関西地方の私立大学では近畿大学及び立命館大学の合格者が多く、毎年約40名以上の合格者を輩出している。理系の主な進学先は九州大学、九州工業大学などの国立大学。文系は九州大学、北九州市立大学などの国公立大学、福岡大学、西南学院大学などの私立大学が多い。

## 通学区
福岡県第五学区に属し、以下の各地域が学区となる。
- 福岡市のうち以下の区域
  - 中央区のうち平尾・春吉・高宮中学校の校区
  - 博多区のうち席田・東光・住吉・東住吉・三筑・那珂・板付中学校の校区
  - 南区（ただし、長丘中学校の校区に関しては、長丘二丁目1番～12番・15番～21番・平和四丁目の各地域のみ）
- 春日市
- 大野城市
- 筑紫野市
- 太宰府市
- 那珂川市

## 最寄駅等
- 九州旅客鉄道鹿児島本線大野城駅より徒歩2分
- 西日本鉄道天神大牟田線白木原駅より徒歩8分
- 大野城市コミュニティバスまどか号JR大野城駅停留所より徒歩5分

## 著名な卒業生
- 栗山かなえ - クラリネット奏者
- 築地雄太郎 - 元エフエム山口アナウンサー
- 鈴木良麻 - プロバスケットボール選手
- 渡邊直子 - 看護師・登山家